# Adan Mohamed Nuur Madobe
Sheikh Adan Mohamed Nuur Madobe, né le 16 avril 1956, est un homme politique somalien. En tant que président du Parlement depuis le 3 février 2007, il devient président de la Somalie à partir du 29 décembre 2008, après la démission d'Abdullahi Yusuf Ahmed.
Lui succède Cheikh Charif Ahmed le 31 janvier 2009, élu par les députés somaliens réunis pour des raisons de sécurité à Djibouti.